# Planina (pašnik)
Planina je s travo porasel svet, navadno v gorah, namenjen za pašo.
Planina je gorski pašnik, na katerem v časovno omejeni pašni dobi pasejo govedo, konje ali ovce in kjer so po navadi poslopja za živino in pastirje, pogosto tudi stavbe za predelavo mleka. Planinske pašnike, z izjemo tistih nad gozdno mejo, je ustvaril človek z izsekavanjem gozda in jih ob njihovi skrbni rabi (paši), prilagojeni ekstremnim razmeram, ohranil vse do danes. Gre za obliko gospodarjenja, ki se
začne vsako leto s premikom živine iz doline na planinske pašnike in jeseni nazaj v dolinske hleve.
V Zakonu o kmetijstvu je planina opredeljena kot »kmetijsko gospodarstvo«. Planina je tradicionalna oblika individualne ali skupne rabe zemljišč v alpskem, predalpskem ali dinarskem svetu Slovenije in ima naslednje značilnosti:
- predstavlja geografsko zaokrožena zemljišča in gozd v upravljanju,
- na njej je organizirana sezonska paša živali brez vsakodnevnega vračanja živali v domačo oskrbo,
- njena najnižja točka leži na nadmorski višini najmanj 750 m ali na nadmorski višini najmanj 400 m, kadar je to utemeljeno iz geografskih, zgodovinskih ali drugih razlogov,
- lahko ima gospodarske objekte ter objekte in naprave za oskrbo ljudi in živali.[3]

Pašne planine so bile po slovenskem gorskem svetu precej običajen pojav, ki pa v zadnjih nekaj desetletjih precej izumira. Planine se zaraščajo, stavbna dediščina proprada. V Sloveniji je bilo v letu 2012 registriranih 200 planinskih pašnikov. Skupna površina planinskih pašnikov v celotni Sloveniji je znašala 7625,53 ha.
Pašne planine pod gorami nad dolino Soče, ki so še med aktivnejšimi, predstavljajo izjemno gospodarsko, socialno in kulturno dediščino. Nekatere od njih so enako stare kot dolinska naselja. V oglejskih listinah se planine pod Krnom omenjajo že v 12. stoletju. Na njih pastirji in sirarji ohranjajo starodavne zakonitosti gospodarjenja in druženja. Stavbno izročilo pastirskih naselij in hlevov ima veliko etnološko vrednost.
Nekatere bolj znane pašne planine v Sloveniji so:
- Bohinjske planine: Zajamniki nad Srednjo vasjo v Bohinju, Planina v Lazu, Krstenica, Dedno polje, Planina ovčarija, Zadnji Vogel, Uskovnica, Vogar, Planina Blato, Voje, Velo polje
- Karavanke in Kamniško-Savinjske Alpe: Velika Planina, Menina planina, Kriška planina, Dovška Rožca, Korošica, Kofce; Olipova planina, Potoška planina
- planine v zahodnih/gorenjskih Juljicih: Vrtaška planina, Javorniška planina, Klek, Praprotnica, Konjščica, Planina v Lazu, Rudno polje, Lepa Komna ...
- Bovške in Kobariške planine: Srednca, Mangartska planina, Kuhinja, Matajur, Kašina, Zaslap, Slapnik, Leskovca,...
- in Tolminske planine: Polog, planina Sleme, Pretovč, Medrje, planina Razor, Stador, Lom, Kuk

Na planinah je vladal tako imenovani pašni red. Eno pašno planino je po navadi uporabljala le ena vas, včasih pa tudi več. Nesporazumi glede skupne rabe zemlje so se začeli pojavljati od 16. st. dalje z naraščanjem njenega gospodarskega pomena. Zemljiška gospoda je v skladu z rimskim pravom začela opredeljevati pravice kot servitute, ki so med drugim določali, kje in kdaj se lahko pase ter vrsto in število živine. Ljudje pa so tudi sami urejali pravice do srenjske zemlje s tako imenovanimi planinskimi redi. V letih 1908/1909 so bili izdani deželni planinski zakoni, zaščita planin in pospeševanje planšarstva pa zaupano Komisiji za agrarne operacije. Pašni redi so se ponekod ohranili vse do danes.

## Seznam planin v Sloveniji in bližnjem zamejstvu
- Anceljnov rovt
- Belska planina
- Belšekova planina
- Bešljeva planina
- Biba planina
- Bleščeča planina
- Brška planina
- Čemšeniška planina - planina oz. gorska planota
- Čenkov rovt
- Čmarjeva planina
- Danjarska planina
- Dobravski rovti
- Dolska planina
- Doslovška planina
- Erjavčev rovt
- Frčkova planina
- Frčkov rovt
- Fužinske planine (Bohinj)
- Gaberčev rovt
- Gojška planina (Kriška gora)
- Gojška planina (Velika planina)
- Glažutska planina (Pohorje)
- Globače?
- Gogalov rovt
- Golička loka
- Gontarska planina
- Goričanska planina
- Gornja loka
- Goška ravan
- Govševa planina
- Grabštajnska planina
- Grajska planina
- Grantarska planina
- Hlevišče
- Hlevška planina (Hleviška planina)
- Hrašenska planina
- Hraška planina
- Hribarska planina
- Hruška planina
- Huda raven
- Icmanikova planina
- Izgona
- Jamnikov rovt
- Javorniška planina
- Javorniški rovt
- Jenkova planina
- Jenkove trate
- Jermanca?
- Jeseniška planina (2)
- Jeseniški rovt
- Jespa
- Jezerska planina
- Jožnikov rovt
- Jurjevčeva vrtača
- Kaconov rovt
- Kamnikov rovt
- Kašna planina
- Kladje (planina Kladje)
- Klanška ravan
- Klemenča planina
- Knezova planina
- Kobovnikova planina
- Kočiška planina
- Kofovska planina?
- Koncbanov rovt
- Konečka planina
- Konjiška planja
- Konjščica (2)
- Koritniška planina
- Kosmačeve Rastke
- Kostanjska planina
- Kostavska planina nad Tuhinjsko dolino
- Kovačičeva planina
- Kozji laz
- Kozlina raven
- Kriška planina
- Krstenica
- Krumpaška planina
- Kugovnikova planina
- Kunarjeva planina
- Kuštrova planina
- Lengarjev rovt
- Lešanska planina
- Lipniška planina
- Ločiška planina
- Lojzov rovt
- Mačenska planina (Avstrija)
- Mala planina
- Mala poljana
- Maloška planina
- Mangrtska planina
- Markljev rovt
- Maroldčeva planina
- Martinčev rovt
- Matkova planina
- Menina planina - planina oz. gorska planota
- Mihčeva kopišča
- Mlinarjev rovt
- Močnikova planina
- Molička planina
- Mošenjska planina
- Naravske ledine
- Na Jezercah
- Na melu
- Na skalah
- Na vršeh
- Novakov rovt
- Oblakova planina
- Ogorelek
- Ograda (planina)
- Olipova planina
- Ovča koča
- Ovčjak (planina)
- Ovčji stan
- Pirčeva planina
- Planina Arta
- Planina Baban
- Planina Bala
- Planina Bant
- Planina Barboz
- Planina Bardo
- Planina Bareča dolina
- Planina Bavhe
- Planina Belca
- Planina Belšica
- Planina Berjanca
- Planina Blato
- Planina Blatce
- Planina Božca
- Planina Brezovec
- Planina Broca
- Planina Brsnica/Planina Brsnina
- Planina Bukovec
- Planina Četeže
- Planina Črča
- Planina Dedno polje
- Planina Dobrenjščica
- Planina Dol/Velika planina
- Planina Dolec
- Planina Dolnica
- Planina Dolžanka
- Planina Dovja raven
- Planina Dovška rožca
- Planina Duplje (Krn)
- Planina Fevča
- Planina Globoko
- Planina Golobar
- Planina Goričica
- Planina Gospinca (Krvavec)
- Planina Govnjač
- Planina Gozdec (Kanin)
- Planina Grant
- Planina Grohat
- Planina Grpiče
- Planina Grubje (Grubia)
- Planina Hebet
- Planina Ilič
- Planina Ilovica
- Planina Javorca
- Planina Javorje
- Planina Javornica
- Planina Javornik
- Planina Jelje
- Planina Jesenje
- Planina Jezerca
- Planina Jezerce
- planina Jezero
- Planina Kal
- Planina Kališnik
- Planina Kanin (Canin)
- Planina Kašina
- Planina Kila (Chilla)
- Planina Kisovec
- Planina Klek
- Planina Klom
- Planina Kofce
- Planina Kolk (Colc)
- Planina Konjska dolina
- Planina Konjščica v Julijskih Alpah
- Planina Konjščica na Veliki planini v Kamniško-Savinjskih Alpah
- Planina Koren
- Planina Korošica
- Planina Košutna
- Planina Kot
- Planina Kranjska dolina
- Planina Krasca
- Planina Krbulnik
- Planina Krnica, Kanin
- Planina Krnica, Košuta, Karavanke
- Planina Krotica
- Planina Krstenica
- Planina Kuhinja pod Krnom
- Planina Kuk (Malga Cucca)
- Planina Kuk
- Planina Lapuč
- Planina Laz
- Planina Larice
- Planina Lašča
- Planina Laška seč
- Planina Laški kolk (Laschi Colc)
- Planina Lepoča
- Planina Leskovca
- Planina Limerca
- Planina Lipanca
- Planina Lipnik
- Planina Loka
- Planina Lom
- Planina Lopučnica
- Planina Luža /Luschaalm
- Planina Macesnik
- Planina Mala poljana
- Planina Mali kolk (Mali Cuc)
- Planina Marold
- Planina Martuljek
- Planina Medrja
- Planina Meja dolina
- Planina Mežakla
- Planina Mija
- Planina Mikulovica
- Planina Molziše (nekdanja?)
- Planina Možnica
- Planina Mrčiše
- Planina na Dolgi Črči
- Planina nad Sočo
- Planina na Kalu
- Planina na Klinu
- Planina na kraju
- Planina na pečeh
- Planina na polju
- Planina na Pologu (Polose)
- Planina na Prodih
- Planina na Ravne (Narone)
- Planina pri Šehu
- Planina na Zgornjih Prodih
- Planina Nomenjska brda
- Planina Oblek
- Planina Obranica
- Planina Ognjenik
- Planina Ohoje
- Planina Osredek
- Planina Osredki
- Planina Ovčarija
- Planina Pečana
- Planina Pekel
- Planina Plazje
- Počivala
- Planina pod Golico (naselje in planina)
- Planina pod Mišelj Vrhom
- Planina pod Osojnico
- Planina Podravna
- Planina pod Skalo
- Planina Podstoržič
- Planina Podstrmec (Caseda Postarmaz)
- Planina pod Šumikom?
- Planina Podvežak
- Planina Pokljuka
- Planina Pokrovec
- Planina Poljana (Velika, Mala Poljana)
- Planina Polog
- Planina Polovnik
- Planina Polšak
- Planina Praprotnica
- Planina Predolina
- Planina Pretovč
- Planina Prevala
- Planina Prihod
- Planina pri Jezeru
- Planina pri Starih hramih
- Planina Pungrat
- Planina Radanšca
- Planina Ravna
- Planina Ravne (4 planine)
- Planina Ravni?
- Planina Razor
- Planina Rekaršica
- Planina Ricman
- Planina Ronek
- Planina Rovt
- Planina Rožca
- Planina Rut
- Planina Rzenik
- Planina Seča
- Planina Sleme
- Planina Spodnja dolga njiva
- Planina Spodnja Grintovica
- Planina Spodnja Konjščica
- Planina Spodnja Mija
- Planina Spodnje Brdo (Berdo di Sotto)
- Planina Spodnji Kozjak
- Planina Spodnji pokljuški rovti
- Planina Stador
- Planina Stamare
- Planina Ston
- Planina Storeča raven
- Planina Strehica
- Planina Strmne
- Planina Strmole
- Planina Štefnarca
- Planina Šija
- Planina Školj
- Planina Talež
- Planina Tamar (2)
- Planina Tam pod Sartom (Pucciualza)
- Planina Tam pod Zormi (Tapozormi)
- Planina Tam za Mamušem (Tamsamaunscion)
- Planina Temna brda
- Planina Tosc
- Planina Trebiščina
- Planina Trstje
- Planina v Dupljah
- Planina Vejerica
- Planina Velika poljana
- Planina Velika raven
- Planina Verbuc
- Planina Vetrh
- Planina Višek
- Planina Viševnik
- Planina v Klinu
- Planina v lazeh
- Planina v Lazu
- Planina Vodični vrh
- Planina Vodol
- Planina Vodole
- Planina Vogar
- Planina v Podbočju
- Planina v Prodih
- Planina Vresje
- Planina Vršana
- Planina v Strženih
- Planina za Čelom
- Planina za Čretnim vrhom
- Planina za Črnim vrhom
- Planina za Črno goro
- Planina Zadnji Vogel
- Planina Zagradec
- Planina Zagreben
- Planina Zagrmuč
- Planina Zajamniki
- Planina za jamo
- Planina Zajavor
- Planina Zajzera
- Planina Zali potok
- Planina za Liscem
- Planina za Malim vrhom
- Planina za Migovcem
- Planina Zamosti
- Planina Zapleč
- Planina Zapotok
- Planina Zaprikraj
- Planina za Rudo
- Planina za skalo
- Planina Zaslap
- Planina za Šavnikom
- Planina za Tlakom
- Planina Zgornja dolga njiva
- Planina Zgornja Gorjuda
- Planina Zgornja Grintovica
- Planina Zgornja Konjščica
- Planina Zgornja Krma
- Planina Zgornja Luža
- Planina Zgornja Mija
- Planina Zgornje brdo (Berdo di Sopra)
- Planina Zgornji Kozjak
- Planinica
- Planinka
- Planja (planina)
- Plat
- Plesme
- Plesnikova planina
- Pleš
- Plešivski boršt
- Plešivski dol
- Počka planina
- Podbrežnikova planina
- Pod Frato
- Pod Gajo
- Poden
- Podforška planina
- Podgora (Podgorska planina) /Maria Elender Alm
- Poldov rovt
- Polška planina
- Poludniška planina
- Potoška planina
- Povšnarjeva planina
- Pri lesi
- Pusti rovt
- Radovljiška planina
- Rastočka planina (Rastovčka planina)
- Ravan (2)
- Ravenska Kočna
- Ravni
- Ravnice
- Ravni dol
- Ravno
- Ravno bukovje
- Razdol
- Razdolje
- Razor
- Razpok
- Razpotje
- Razvaje
- Rčitno
- Reber (4)
- Rebri
- Rebrnice
- Rečice
- Rečiška planina
- Rekarjev rovt
- Reška planina (vrh v Posavskem hribovju)
- Renjaki
- Repov kot
- Reševnik
- Ribčeva planina
- Ribenska Jelovica
- Ribenska planina
- Ribila
- Ribnik
- Robanova planina
- Rogarjev rovt
- Rovišče
- Rožmanova planina
- Ržišče
- Ruško Pohorje
- Sadeži
- Selška planina
- Smokuška planina
- Soriška planina
- Spodnja Šefnarca
- Spodnji Pokljuški rovti
- Stare štale
- Stari stani
- Strženica
- Stržiška planina
- Suha planina
- Sveta planina/Sveta Planina (Partizanski vrh)
- Šimencov rovt
- Široka trata
- Španov rovt
- Štularjeva planina
- Tamar?
- Tegoška planina
- Temljinska planina
- Tolstovrški kot
- Tomanova planina
- Travnik
- Tračka planina
- Trčkov rovt
- Trtenska planina
- Velika loza
- Velika planina (2)
- Velika polana
- Velika poljana
- Velika ravna
- Velika Rovna
- Velika Senokosa
- Velika Sutinska
- Velike doline
- Velike Štenge
- Velike Vrše
- Veliki deli
- Veliki Kras
- Veliki Lahol
- Veliki mah
- Veliki Prosek
- Veliki Vrej
- Veliki žleb
- Veliko Bukovje
- Veliko Križišče
- Velo polje
- Velska dolina
- Veška planina /Wackendorfer Alm
- Višarska planina
- Viška planina
- Vintgar
- Virnikova planina
- Vodiška planina
- Vrbenska planina
- Vrtaška planina
- Zabreška planina
- Zagoriška planina
- Zaloška planina
- Zasipska planina
- Zaslape
- Zastenarjeva planina
- Zgornji pokljuški rovti
- Zavratnik
- Zmrzlica
- Zotlarjeva planina
- Žingarica
- Žirovniška planina
- Žnidarjeva planina